# پریسدورف
پریسدورف (به آلمانی: Prisdorf) یک شهر در آلمان است که در پینبرگ واقع شده‌است. پریسدورف ۲٬۳۲۲ نفر جمعیت دارد.